# Till Fellner
Till Fellner (* 9. März 1972 in Wien) ist ein österreichischer Pianist.

## Leben
Till Fellner studierte am Konservatorium der Stadt Wien bei Helene Sedo-Stadler. Weitere Studien führten ihn zu Alfred Brendel, Meira Farkas, Oleg Maisenberg und Claus-Christian Schuster. 1993 gewann er den 1. Preis beim Internationalen Clara-Haskil-Klavierwettbewerb in Vevey (Schweiz). 1998 erhielt er den Mozartinterpretationspreis der Mozartgemeinde Wien.
Till Fellners Repertoire reicht vom Barock bis in die Gegenwart. Besonders bekannt ist er für seine Interpretationen der Musik von Bach, Mozart, van Beethoven, Schubert und Liszt. Er hat sich aber auch für musikalische Raritäten wie die Klaviersonate von Julius Reubke eingesetzt. Fellner spielte Uraufführungen von Werken Kit Armstrongs, Hans Zenders, Alexander Stankovskis, Thomas Larchers und Harrison Birtwistles.
Als Solist trat er mit Orchestern wie den Berliner Philharmonikern, Wiener Philharmonikern, dem Koninklijk Concertgebouworkest, dem New York Philharmonic, Boston Symphony Orchestra, Chicago Symphony Orchestra und dem NHK-Sinfonieorchester auf. Hierbei arbeitete er mit zahlreichen namhaften Dirigenten wie Claudio Abbado, Vladimir Ashkenazy, Herbert Blomstedt, Semyon Bychkov, Christoph von Dohnányi, Christoph Eschenbach, Bernard Haitink, Nikolaus Harnoncourt, Manfred Honeck, Sir Charles Mackerras, Sir Neville Marriner, Kurt Masur, Kent Nagano, Jonathan Nott, Kirill Petrenko und Hans Zender zusammen.
Er gastierte bei BBC Proms London und bei Festivals wie dem Festival de la Roque d’Anthéron, der Hollywood Bowl Los Angeles, dem Klavier-Festival Ruhr, dem Lucerne Festival, dem Mostly Mozart Festival New York, den Salzburger Festspielen, der Schubertiade Schwarzenberg, dem Tanglewood Music Festival und den Wiener Festwochen.
Als Kammermusiker arbeitet Fellner regelmäßig mit dem Tenor Mark Padmore, dem Belcea Quartet, der Geigerin Lisa Batiashvili und dem Cellisten Adrian Brendel zusammen.
Zwischen 2008 und 2010 führte Fellner die 32 Klaviersonaten von Ludwig van Beethoven in einem siebenteiligen Konzertzyklus in Wien, London, Paris, New York, Washington DC und Tokio auf. Er nahm zudem Beethovens Klavierkonzerte Nr. 4 und Nr. 5 (Emperor) mit dem Montreal Symphony Orchestra unter der Leitung von Kent Nagano auf.
2009 hatte Fellner einen Auftritt in dem preisgekrönten Dokumentarfilm der beiden Regisseure Lilian Franck und Robert Cibis, Pianomania. Der Film fand national und international großen Anklang, wurde bei vielen Festivals gefeiert und in den Katalog des Goethe-Instituts aufgenommen. Die 2016 erschienene Einspielung des Klavierquintetts von J. Brahms mit dem Belcea Quartet gewann den Diapason d’or de l’année.
Seit 2013 unterrichtet er als Professor an der Zürcher Hochschule der Künste. 2019 war er Jurypräsident des 62. Busoni-Wettbewerbs in Bozen.

## Diskografie
- F. Liszt: Années de pèlerinage, Première année - Suisse; L. v. Beethoven: Sonate c-moll, Op. 111. (ECM New Series; 2018)
- J. Brahms: Klavierquintett f-moll, Op. 34. Mit dem Belcea Quartet (Alpha; 2016)
- H. Birtwistle: Chamber Music (mit Lisa Batiashvili, Adrian Brendel und Roderick Williams). ECM NEW SERIES, 2253 (2014)
- L. v. Beethoven: Klavierkonzert Nr. 4 G-Dur, Op. 58; Klavierkonzert Nr. 5 Es-Dur, Op. 73 (Orchestre symphonique de Montréal; Dirigent: Kent Nagano). ECM NEW SERIES, 2114 (2010)
- T. Larcher: Böse Zellen (Münchener Kammerorchester; Dirigent: Dennis Russel Davies). ECM NEW SERIES, 2111 (2010)
- J. S. Bach: Inventionen und Sinfonien; Französische Suite Nr. 5. ECM NEW SERIES, 2043 (2007)
- J. S. Bach: Das Wohltemperierte Klavier I, BWV 846-869. ECM NEW SERIES, 1853/54 (2004)
- L. v. Beethoven: Die Werke für Cello und Klavier (mit Heinrich Schiff, Violoncello). PHILIPS, 462 601-2 (2000)
- W. A. Mozart: Klavierkonzert Nr. 19 in F-Dur, K 459; Klavierkonzert Nr. 25 in C-Dur, K 503 (Camerata Academica Salzburg; Leitung: Alexander Janiczek). ERATO, 3984-23299-2 (1998)
- F. Schubert: Sonate a-moll, D 784, Op. posth. 143; 6 Moments musicaux, D 780, Op. 94; 12 Grazer Walzer, D 924, Op. 91. ERATO, 0630-17869-2 (1997)
- R. Schumann: Kreisleriana, Op. 16; J. Reubke: Sonate b-moll. ERATO, 0630-12710-2 (1996)
- L. v. Beethoven: Klavierkonzert Nr. 2 B-Dur, Op. 19; Klavierkonzert Nr. 3 c-moll, Op. 37 (The Academy of St. Martin in the Fields; Dirigent: Sir Neville Marriner). ERATO, 4509-98539-2 (1995)
- W. A. Mozart: Klavierkonzert Es-Dur, K 482 (Orchestre de Chambre de Lausanne; Dirigent: Uri Segal); W. A. Mozart: Rondo a-moll, K 511; L. v. Beethoven: Sonate c-moll, op. 10/1. CLAVES, CD 50-9328 (1994)
- F. Schubert: 4 Impromptus, D 935, Op. posth. 142; A. Schönberg: Suite, Op. 25; L. v. Beethoven: Sonate f-moll, Op. 57 „Appassionata“. EMI AUSTRIA, 567 7 54497 2 (1992)